# فلونيترازيبام
روهيبنول (بالإنجليزية: Rohypnol)‏ هو الاسم التجاري للعقار فلونيترازيبام (بالإنجليزية: Flunitrazepam)‏ ويعرف شعبياً باسم أبو صليبا هو دواء اكتشف في سبعينيات القرن العشرين من طرف مختبرات روش وتم تسويقه تحت اسم «روهيبنول». وهو دواء قوي للتنويم ويستعمل في حالة الأرق الشديد. كما استعمل هذه الدواء بعد ذلك في استعمالات أخرى وتحت أسماء مختلفة ابرزها «ناركوزيب» الذي يستعمل للتخدير العام. روهبنول هو يستعمل غير قانوني وفي السوق السوداء ويعتبر أن روهبنول اقوى من فاليوم (الذي يسمى روش في السوق السوداء) في ضعف 7 مرات ومرغوب أكثر من فاليوم بنسبة 56٪ . الفاليوم لا يزال يوصف من الأطباء النفسيين لكن المنظمة الصحية العالمية منعت تسويق الروهبنول مما أدى إلى منع أي طبيب في وصف الدواء إلا داخل محيط المستشفيات النفسية تحت المراقبة. لا يزال الروهبنول في السوق السوداء لكن مقارنةً في اليوم فهو يعتبر نادراً جداً وأغلى من الفاليوم 7 مرات. الدواء يعتبر منوم ومهدئ ومرخي للعضلات ومسكن قوي وقوته المسكنة تقارن في المخدر «ترامادول».
تم تسجيل براءة اختراعه في عام 1962 ودخل حيز الاستخدام الطبي في عام 1974. الفلونيترازيبام، الملقب بـ "roofies" أو "floonies"، معروف على نطاق واسع باستخدامه كمخدر للاغتصاب.

## استخدامه في الاغتصاب
يستخدم الرهبنول لتنويم الأشخاص بقصد الاعتداء عليهم جنسياً، ويكون ذلك بوضع حبوب الرهبنول في المشروبات التي تشربها الضحية. يدخل متناول الأقراص بغيبوبة بعد 20 - 30 دقيقة من تناولها، وقد يستمر تأثيرها لمدة ساعتين، حيثُ يقوم بتثبيط الجهاز العصبي. قد تصل مدة التخدير لأكثر من 8 ساعات حسب كمية الجرعة، وتُبقي الإنسان غير قادر على فعل شيء طوال فترة تخديره، وقد يحدث فقدان شديد وكلي للذاكرة، ويكون المتعاطي غير قادر على إعادة تجميع الأحداث التي وقعت وهو تحت تأثير المخدر.